# 匜

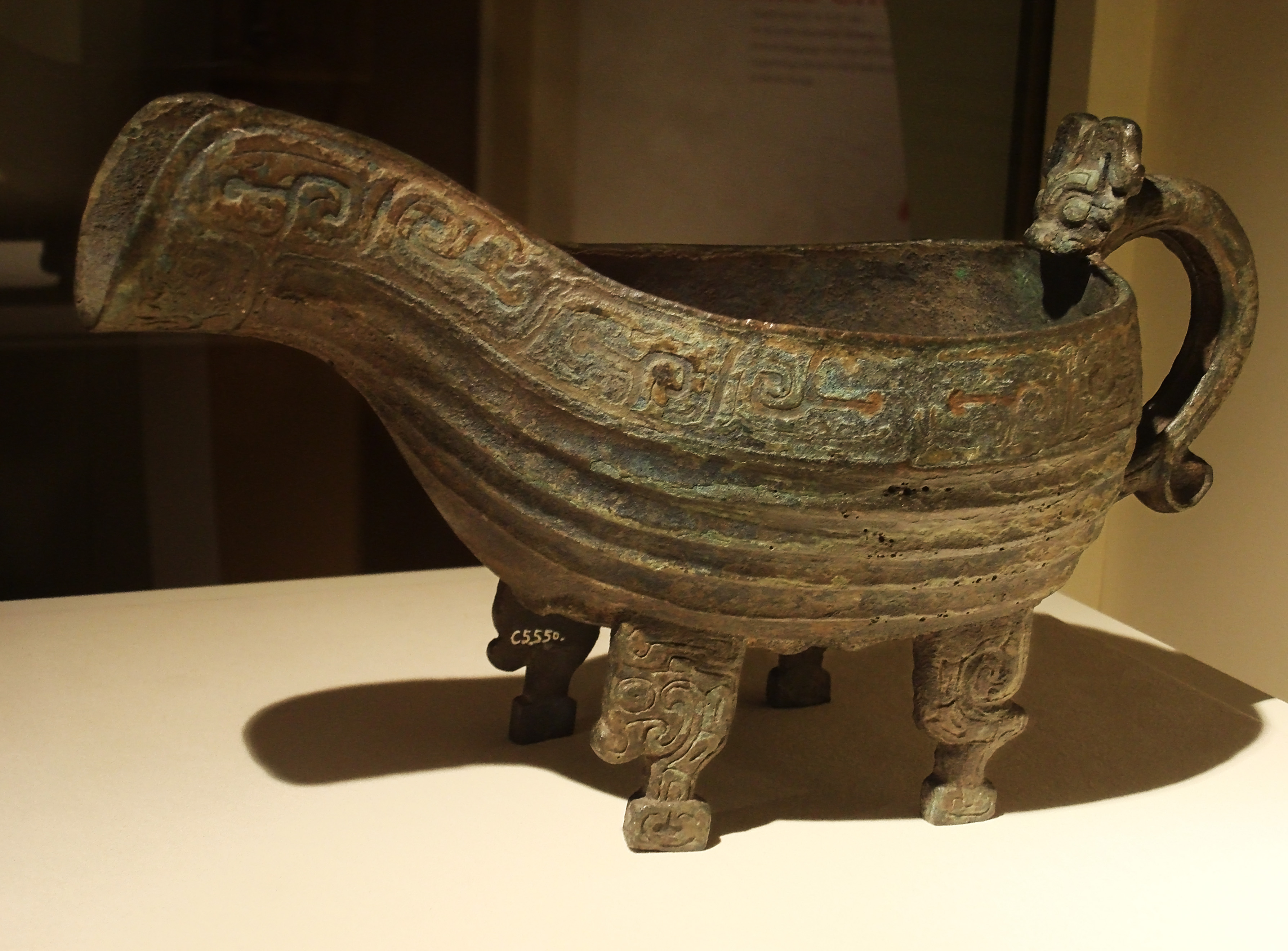
匜

匜是中国先秦的礼器，用于沃盥之礼，为客人洗手之用。周朝时期，沃盥之礼所用水器由盘、盉组合变为盘、匜组合。

## 延伸阅读
[在维基数据编辑]
 《欽定古今圖書集成·經濟彙編·考工典·匜部》，出自陈梦雷《古今圖書集成》